# Silnice II/113
Silnice II/113 je česká silnice II. třídy ve Středočeském kraji, dlouhá 56 km. Vede z Českého Brodu přes Mukařov, Ondřejov a Divišov do Vlašimi.

## Trasa

### Středočeský kraj

#### Okres Kolín
- Český Brod
  - navázání na II/272, II/330
  - podjezd pod železniční tratí Praha – Česká Třebová
  - odbočení II/245
  - křížení s I/12
- Tismice
- Mrzky
- Doubravčice

#### Okres Praha-východ
- Štíhlice
- Žernovka
- Mukařov (křížení s I/2)
- Svojetice
- Struhařov (odbočení II/508)
- Třemblat
- Ondřejov (peáž s II/335)

#### Okres Benešov
- Chocerady
  - křížení s železniční tratí Čerčany – Světlá nad Sázavou
  - odbočení II/109
- Vestec
- Vodslivy
- křížení s II/110
- Ostředek
  - podjezd pod D1, bez napojení
  - okraj sídla, odbočka místní komunikace
- Třemošnice
- odbočka Křešice
- Divišov (peáž s II/111)
- Slověnice
- Bílkovice
- Radošovice
- Vlašim (napojení na II/112)

## Vodstvo na trase
V Choceradech vede přes Sázavu a u Bílkovic přes Chotýšanku.